# 血脈桜
血脈桜（けちみゃくざくら）は、北海道渡島総合振興局管内松前郡松前町松城の光善寺境内に生育しているサクラの古木で、オオシマザクラに由来するサトザクラ群に属する栽培品種の「マツマエハヤザキ（松前早咲、別名：ナデン（南殿））の原木である。松前にソメイヨシノの桜前線が到達するとともに血脈桜が開花することから、栽培品種名が「マツマエハヤザキ」となった。血脈桜には桜の精と「血脈」証文にまつわる伝説があり、「血脈桜」という名称はその伝説にちなんだものである（#血脈桜伝説参照）。

## 特徴
松前町は北海道有数のサクラの名所として名高く、毎年4月下旬から5月中旬に開催される「さくらまつり」の時期には多くの人々がサクラ見物に訪れている。松前町に生育するサクラは250種、総数は約8000本に上っている。松前城の近くにある浄土宗に属する寺院光善寺の境内にも多くのサクラが咲き競うが、とりわけ名高いのは寺の本堂前にあるこの血脈桜である。樹齢は200年以上または280年以上といわれ、北海道有数のサクラの名木として評価され、1973年（昭和48年）に北海道指定記念樹木に選定されており、樹高は約8メートル、幹回りは5.5メートルに達している。
血脈桜も含めたマツマエハヤザキは八重桜としては早咲きで、大輪で紅色の花を咲かせるところが特徴で、栽培品種のタカサゴ（高砂）が近縁か片親で、さらに遡れば遺伝的には野生種のチョウジザクラ、ヤマザクラ、オオシマザクラの雑種と言える。
松前町の血脈桜では例年4月下旬から5月上旬が見ごろとなる。八重咲きの花はあでやかで、満開のときには2本の幹が織りなす花扇のようになって、枝がしなっているように見えるほどの重量感のある花姿を見せる。桜は散る時期に向けて、花弁で新たに合成された紅色の色素のアントシアニンが花弁や雄蕊やめしべの基部に集まっていくため、徐々に花の中央部が紅色へ染まっていくが、血脈桜ではこれを「移り紅」（うつりべに）と呼んでいる。
光善寺は、1903年（明治36年）、本堂と庫裡が全焼する火事に遭った。血脈桜も類焼の難に遭ったが、誰もがもう助からないと判断するほどの焼損状態から蘇り、再び見事な花を咲かせるまでに回復している。

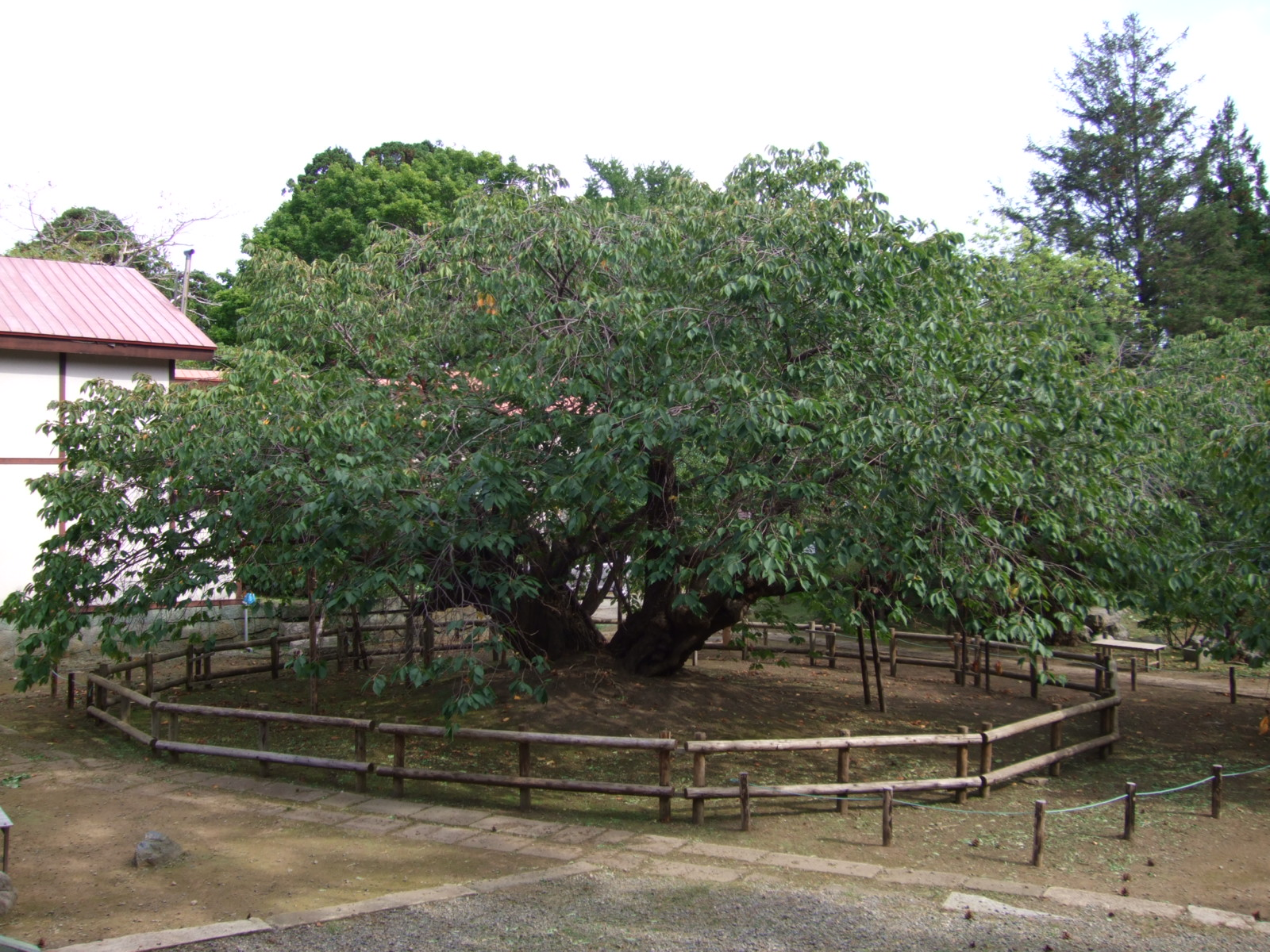
血脈桜 (2008年9月)
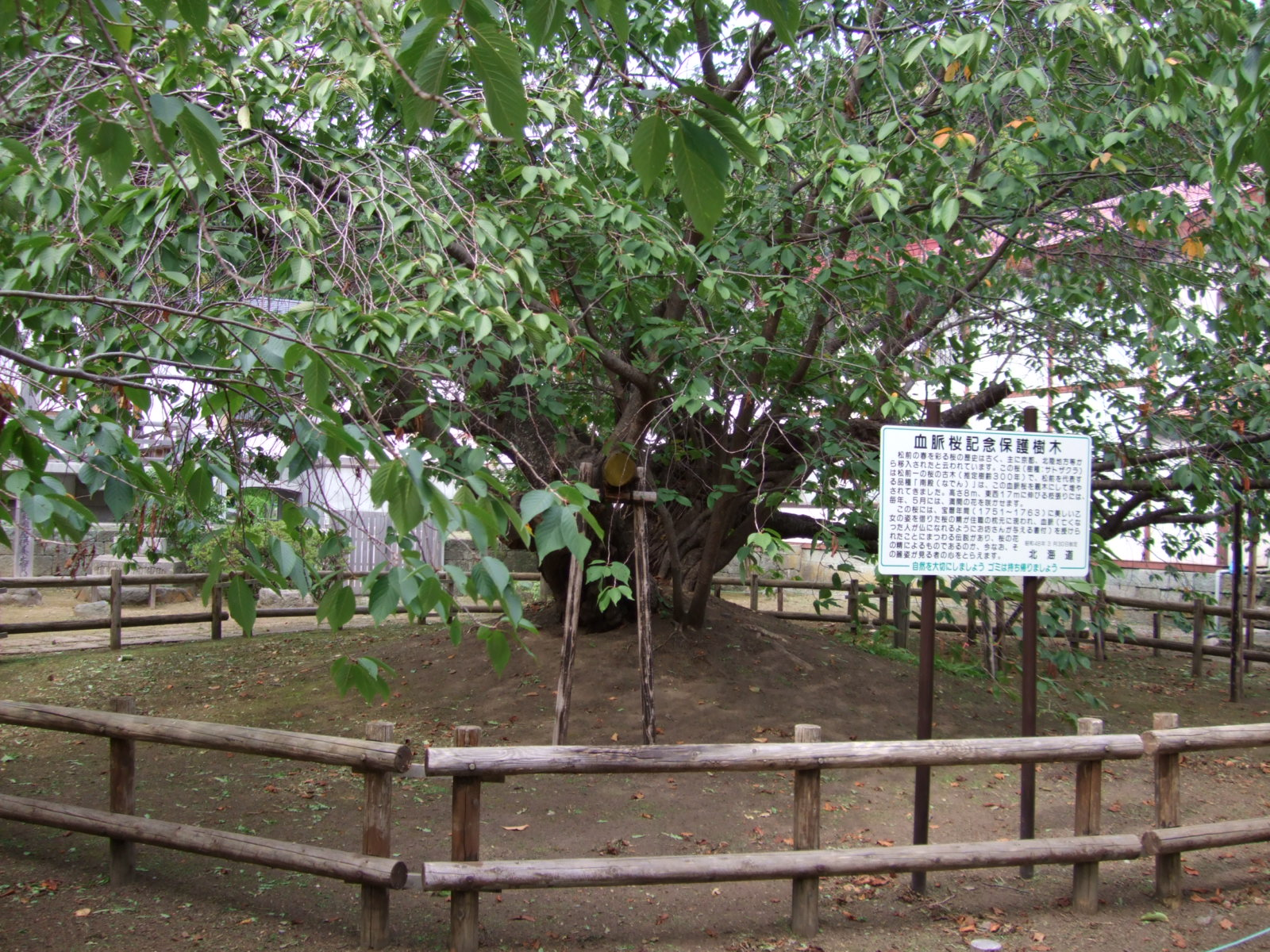
血脈桜 (2008年9月)

## 血脈桜伝説
江戸時代には松前藩と本州との間で交易が盛んであり、この時期にマツマエハヤザキが松前に持ち込まれたか、持ち込まれた母樹から松前で新たに誕生したと考えられているが、血脈桜には、次のような伝説も残されている。
昔、松前の城下で鍛冶屋として働いていた柳本伝八という人物が、隠居後に娘の静枝を伴って上方見物に旅立った。江戸を経て伊勢神宮に参拝し、京の都や奈良を巡って吉野にたどりついた。折しも吉野はサクラが満開で、伝八親子はしばらくこの地に逗留することに決めた。親子はこの地で、近くの尼寺に住む美しい尼僧と懇意になった。伝八親子がいよいよ故郷の松前に帰る日が訪れたとき、尼僧は親子との別れを惜しんで1本のサクラの苗木を吉野の土産にと贈った。帰郷後に伝八親子は、菩提寺の光善寺にこの苗木を寄進した。苗木は立派なサクラの木へと成長し、やがて見事な花を咲かせるようになって光善寺を訪れる人々を喜ばせた。月日は流れ、光善寺十八世穏誉上人の時代に本堂を立て直す話が持ち上がり、改築の支障になるこのサクラを伐採することに決まった。明日はいよいよ伐採という日の深夜に、美しい娘が上人のもとを訪れた。娘は「私は近々死ぬ身の上です。どうか血脈（法脈を示す系図で極楽への手形といわれる）をお授けください」と懇願した。上人は娘の熱心な願いにほだされて、血脈の証文を授けることにした。翌日の朝、サクラの木の枝に何かが揺れているのを上人は目にした。よく見ると、それは昨晩娘に授けたあの血脈の証文だった。上人は「さては昨晩の娘さんは、この木の精であったか」と悟り、伐採を取りやめて娘とサクラの木のために懇ろな供養を執り行った。上人のもとに現れた娘については、静枝の霊であったともいわれる。それ以来、このサクラは「血脈桜」の名で呼ばれるようになった。

## 多くの栽培品種の桜の母樹
原木の血脈桜から接ぎ木などでマツマエハヤザキが増殖され、浅利政俊によりこれらマツマエハヤザキなどからベニユタカなどの100以上の栽培品種が生み出された。またこれらの桜は松前公園に植栽されていることから、松前町に植栽されている多くの桜は血脈桜の系譜であるといえる。

## 所在地
- 北海道松前郡松前町松城303 光善寺境内

## 交通
- JR海峡線木古内駅から松前ターミナル行きバスで約1時間40分、「松城」下車徒歩約10分。または函館から車で国道228号を約2時間-2時間30分。